# Friedrich Seestern-Pauly

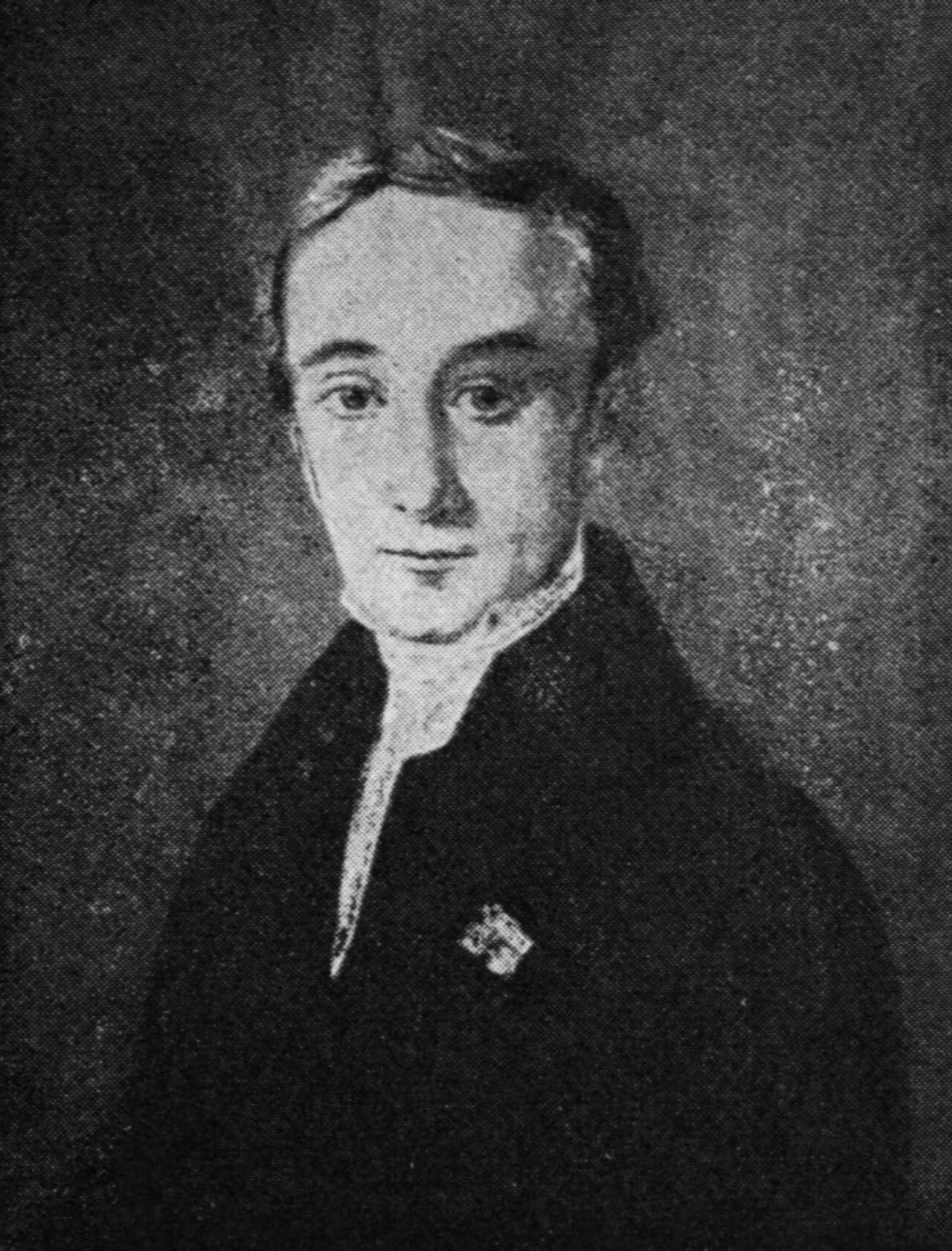
Friedrich Seestern-Pauly, Gemälde von Erwin Speckter (ca. 1840), Sparkasse Schwarzenbek

Friedrich Seestern-Pauly (* 1. November 1789 auf Gut Bossee, heute Teil der Gemeinde Westensee; † 30. Mai 1866 in Schwarzenbek) war ein deutscher Verwaltungsjurist, rechtsgeschichtlicher Autor und letzter dänischer Amtmann im Amt Schwarzenbek.

## Herkunft
Friedrich Seestern-Pauly war das zweite Kind und der älteste Sohn des Hamburger Kaufmanns George Friedrich Pauly (* 1751 in Buchholzmühle bei Dessau-Roßlau; † 1816 in Blengow, heute Ortsteil von Rerik) und dessen Frau Maria Catharina (1769–1830), geb. Ahlers (* 1769 in Hamburg; † 1830 in Schleswig). Pauly hatte 1783 das Gut Bossee erworben; 1804 verkaufte er es an Joachim Christoph Janisch und erwarb dafür die Güter Blengow und Garvsmühlen bei Rerik. 1808 wurde er zum mecklenburg-schwerinschen Geheimen Domänenrat ernannt. Er benutzte nach einem von ihm bereederten Schiff den Mittelnamen Seestern, den er auch seinen Söhnen als zweiten Vornamen gab; daraus wurde dann der Doppelname Seestern-Pauly.

## Leben
Friedrich Seestern-Pauly studierte Rechtswissenschaften an der Universität Kiel und wechselte Ostern 1809 an die Universität Göttingen und wurde hier Mitglied im Corps Vandalia. Nach der Gendarmen-Affäre wechselte er Michaelis 1809 an die Universität Leipzig. In Leipzig war er Stubennachbar von Theodor Körner und verkehrte mit ihm im Senioren-Convent zu Leipzig. Seestern-Pauly war Mitglied des Corps Thuringia I Leipzig. Am 11. März 1811 wurde er mit drei Lausitzern mit dem Consilium abeundi bestraft, weil sie sich der Teilnahme an einer landsmannschaftlichen Verbindung sowie zum teil der Aufforderung zum Duell verdächtig gemacht hätten. Körner drohte die härtere Strafe der Relegation, weshalb er nach Berlin floh.
1812 legte Pauly sein juristisches Examen vor dem Obergericht Gottorf ab. 1814 wurde er zum königlich dänischen Kammerjunker ernannt und Auskultant beim Obergericht Gottorf. 1816 kam er als Obergerichtsrat nach Glückstadt.

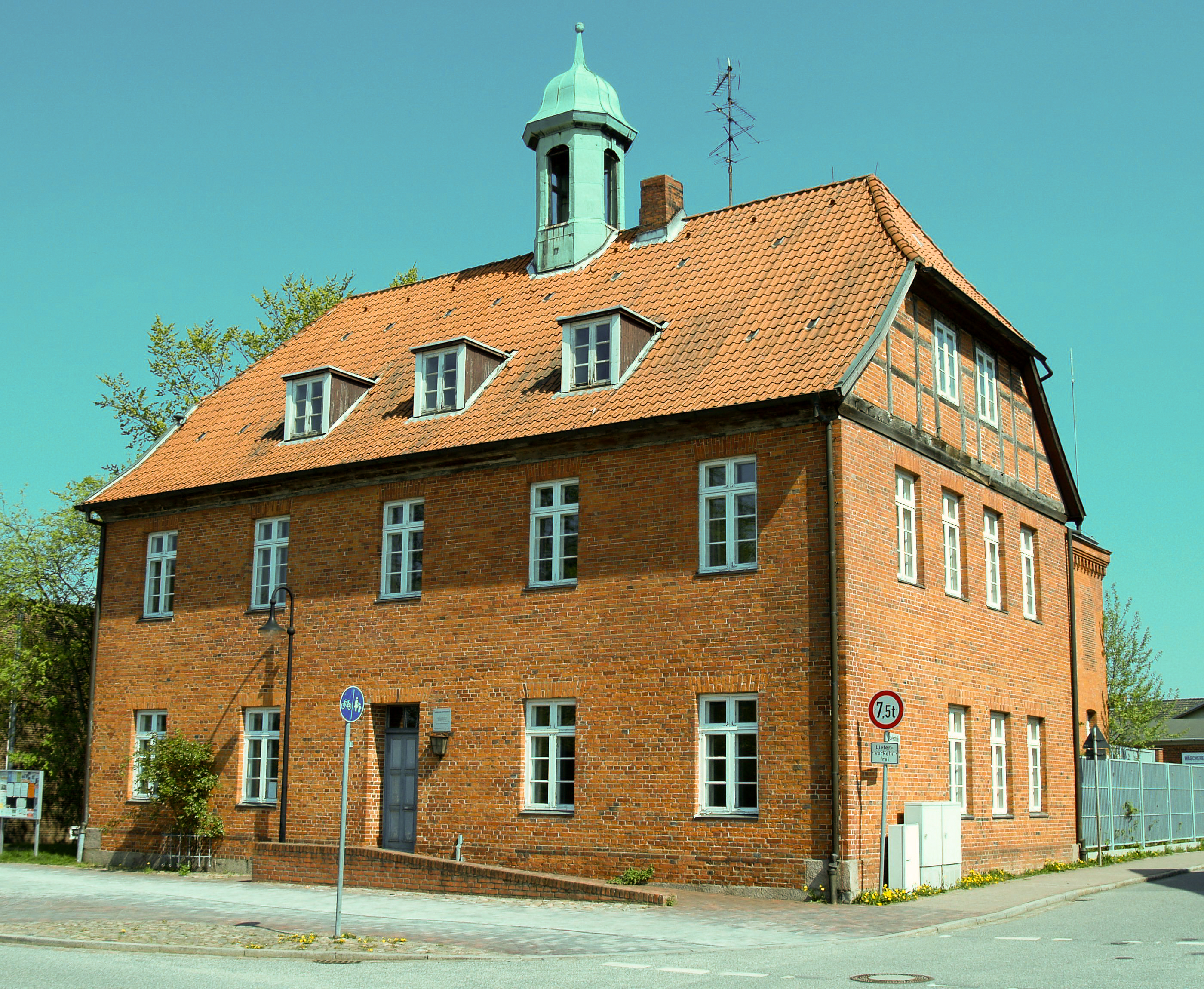
Amtshaus in Schwarzenbek, später Amtsgericht

Am 15. September 1827 erhielt er als Nachfolger von Friedrich Wilhelm Compe die Bestellung zum Amtmann und ersten Beamten des Amtes Schwarzenbek im damals zum dänischen Gesamtstaat gehörenden Herzogtum Lauenburg; er blieb 38 Jahre in diesem Amt. In seine Amtszeit fiel die Gründung der Sparkasse 1829, die Eröffnung der durch das Amtsgebiet führenden Berlin-Hamburger Bahn 1846, die Verkoppelung und die Vermessung des Sachsenwalds. Während der Schleswig-Holsteinischen Erhebung begann das sogenannte Lauenburger Interims mit der Einberufung einer Allgemeinen Versammlung am 7. April 1848 in Schwarzenbek. Seestern-Pauly blieb aber auch nach der Wiederherstellung der dänischen Herrschaft im Amt. 1854 erhielt er bei einem Besuch des dänischen Königs Friedrich VII. die Ernennung zum dänischen Kammerherrn und den Titel Geheimer Etatsrat. Mit der Gasteiner Konvention wurde er sogar noch preußischer Amtmann und am 29. November 1865 mit Höchstbezügen pensioniert.
Seestern-Pauly legte sich eine umfangreiche Bibliothek zur holsteinischen Landes- und Rechtsgeschichte an und veröffentlichte auch zu diesem Thema. Seine Sammlung, darunter die Otia Jersbecensia, wurde am 21. Oktober 1873 in Frankfurt am Main versteigert. Seine Veröffentlichungen erschienen im Verlag der von Georg Wilhelm Pfingsten begründeten schleswig-holsteinischen Taubstummenanstalt in Schleswig.

## Familie
Seestern-Pauly war seit 1816 in erster Ehe verheiratet mit Sophia Amalia (1789–1827), einer Tochter des Schleswiger Superintendenten Jacob Georg Christian Adler, mit der er neun Kinder hatte.
Seestern-Pauly war anschließend seit 1828 in zweiter Ehe verheiratet mit Caroline Juliane (1810–1882), geb. von Stemann, mit der er acht Kinder hatte. Diese Kinder waren:
- Hans Hermann Walter Seestern-Pauly (1829–1888), Justizrat in Lübeck
- Friedrich Christian Wilhelm Georg Seestern-Pauly (1831–1897), Architekt in Frankfurt am Main
- Kai Werner Hans Seestern-Pauly (1833–1917), Rittergutspächter zu Purpesseln bei Gumbinnen
- Olga Caroline Sophie Seestern-Pauly (1835–1893)
- Magdalene Clementine Seestern-Pauly (1837–1839)
- Gottlieb Harro Seestern-Pauly (1838–1839)
- Hans Christian Amandus Seestern-Pauly (1839–1895), Ingenieur in Schleswig
- Beate Georgine Friederike Seestern-Pauly (1844–1914), Musiklehrerin Kiel

## Ehrungen
- Dannebrogorden (1840)
- Hamburger Dankmedaille (1843)
- An ihn erinnert die Seestern-Pauly-Straße in Schwarzenbek.

## Schriften
- Beiträge zur Kunde der Geschichte so wie des Staats- und Privat-Rechts des Herzogthums Holstein. 2 Bände

Band 1, Schleswig: Taubstummeninstitut 1822 (Digitalisat)
Band 2, Schleswig: Taubstummeninstitut 1825 (Digitalisat)
- Actenmäßiger Bericht über die in dem Herzogthume Holstein vorhandenen Stipendien für Studierende nebst einer tabellarischen Übersicht dieser Stipendien. Schleswig: Taubstummeninstitut 1823
- Die Neumünsterischen Kirchspiels- und die Bordesholmischen Amtsgebräuche: nebst Versuch einer Geschichte dieses Holsteinischen Gewohnheits-Rechtes. Schleswig: Taubstummeninstitut 1824 (Digitalisat)
- Actenmäßiger Bericht über die in dem Herzogthume Holstein vorhandenen milden Stiftungen. Schleswig: Taubstummenanstalt 1831

### Nachlass
- Verzeichniss der von den Archivdirector Dr. К. Rossel in Wiesbaden und Bibliothekar J. G. Hamel in Homburg v. d. H. nachgelassenen Bibliotheken, welche nebst anderen werthvollen Büchern und Kupferwerken und einer interessanten Sammlung von Werken und Manuscripten über Schleswig-Holstein aus dem Nachlasse des Obergerichtsrath F. Seestern-Pauly den 21. October in Frankfurt am Main versteigert werden. Frankfurt am Main 1873